# دریاچه پتوخوفسکویه
دریاچه پتوخوفسکویه (روسی: Петуховское) یک دریاچه در سرزمین آلتای کشور روسیه است.